# DirecTV
DirecTV — крупнейшая компания прямого теле-радиовещания в США, штаб-квартира которой располагается в Эль-Сегундо (El Segundo, en.), штат Калифорния. Сигналы цифрового спутникового телевидения и радио передаются на территорию США и Латинской Америки.

## История
В 1932 году Говардом Хьюзом была основана авиастроительная компания Hughes Aircraft. В 1953 году им же было создано научно-исследовательское учреждение Howard Hughes Medical Institute; изначально планировалось, что оно будет заниматься медицинскими исследованиями, но вскоре основным направлением стали разработки в области военной электроники, в частности спутниковой связи. В 1984 году часть активов института Хьюза, включая Hughes Aircraft, была куплена компанией General Motors и в следующем году преобразована в GM Hughes Electronics (с 1995 года — Hughes Electronics Corporation).
Спутниковое телевещание появилось в начале 1980-х годов, но оно не могло составить конкуренцию кабельному телевидению из-за низкого качества изображения и малого количества каналов. Ситуация изменилась в начале 1990-х годов с разработкой технологии цифрового сжатия видеосигнала (MPEG-2). В 1990 году Hughes Electronics, на то время крупнейший в мире производитель спутникового оборудования, решила инвестировать 750 млн долларов в создание системы непосредственного спутникового телевещания, назвав проект DirecTV. Для реализации проекта потребовалось сотрудничество с такими компаниями, как Sony, Digital Equipment Corporation и Thomson. В 1993 году были куплены права на трансляцию программ ряда популярных телеканалов (The Sci-Fi Channel, TNN: The Nashville Network, CMT: Country Music Television, The Family Channel, USA Network, Turner Broadcasting). В декабре 1993 года был запущен первый спутник системы; он был в пять раз мощнее прежних спутников, что позволяло использовать приёмную спутниковую антенну диаметром всего 18 дюймов (46 см). Вещание началось в мае 1994 года, в августе того же года был запущен второй спутник, а в середине 1995 года — третий. Уже к концу 1994 года у компании было 350 тыс. абонентов; комплект оборудования стоил 700—900 долларов, а ежемесячная плата — 30 долларов. В 1997 году число абонентов достигло 3 млн (половина рынка спутникового телевидения в США), однако компания продолжала работать в убыток. Стремясь ещё больше увеличить клиентскую базу, в 1999 году DirecTV предлагала бесплатное оборудование и первые три месяца использования. Также в 1999 году были поглощены компании United States Satellite Broadcasting и Primestar; первая из них была партнёром проекта, а вторая — основным конкурентом; кроме этого были куплены ещё два спутника. Это увеличило число абонентов до 7 млн, а число предлагаемых каналов до 200. К концу 2000 году абонентская база была близкой к 10 млн.
В 2000 году General Motors решила продать Hughes Electronics, включая DirecTV, поскольку компания продолжала приносить убыток. Основным претендентом был медиамагнат Руперт Мёрдок, после затяжных переговоров он в декабре 2003 года приобрёл 34-процентную долю с правами контрольного пакета. Название Hughes Electronics Corp. было изменено на The DIRECTV Group, Inc., она стала дочерней компанией одной из составляющих медиахолдинг Мёрдока Fox Entertainment Group. В 2006 году Мёрдок продал свой контрольный пакет акций DirecTV компании Liberty Media.

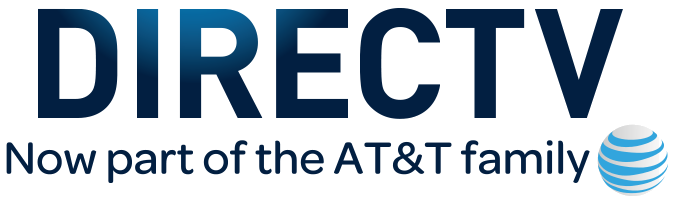
Логотип DirecTV после покупки AT&T

18 мая 2014 года AT&T объявила о покупке DirecTV, акционерам DirecTV предлагалось 95 долл. за акцию, то есть компания оценивалась в 48,5 млрд долларов, а с учётом долга стоимость сделки составляла 67,1 млрд. Тем самым AT&T значительно увеличивала свою долю на рынке платного ТВ в США и Латинской Америке. Собственный бренд компании U-verse функционировал только в 22 штатах и имел 5,7 млн клиентов (против 20 млн американских клиентов DirecTV по состоянию на 2014 год). Также было необходимо решить вопрос с ранее эксклюзивными правами на трансляцию NFL Sunday Ticket перед началом нового сезона НФЛ.
В 2021 году все три структуры платного телевидения в составе AT&T (DirecTV, U-Verse TV и DirecTV Stream) были реорганизованы в совместное предприятие DirecTV, 30-процентную долю в котором приобрела инвестиционная компания TPG Inc. По состоянию на I квартал 2021 года у DirecTV было 15,9 млн абонентов.